# 赤星隆幸
赤星 隆幸（あかほし たかゆき、1957年 - ）は、日本の眼科医。白内障手術において、「フェイコ・プレチョップ法」と呼ばれる術式を開発したことで知られる。

## 略歴
1957年（昭和32年）1月、神奈川県横須賀市生まれ。神奈川県立横須賀高等学校を経て、1976年（昭和51年）4月、自治医科大学に入学。解剖学の斎藤多久馬に学んで眼組織の基礎研究を行う。
1982年（昭和57年）3月、自治医科大学を卒業。同年4月から横浜市立市民病院に研修医として勤務。その後、神奈川県各地の病院に勤務。
1986年（昭和61年）4月、自治医科大学の奨学金を返上し、研究のため東京大学医学部付属病院眼科医員となる。
1989年（平成元年）2月、東京女子医科大学糖尿病センター眼科助手。糖尿病網膜症の治療を行う。そのかたわら、武蔵野赤十字病院の眼科医清水公也による超音波を使った白内障手術を研究。翌1990年7月には武蔵野赤十字病院眼科に転職し、白内障の臨床を行う。
1991年（平成3年）12月、三井記念病院眼科科長に就任。翌1992年11月から同病院眼科部長。白内障治療を行ううち、超音波を使用した白内障除去法の手術時間を短縮する方法を考案。これをフェイコ・プレチョップ法（プレチョップ法）と名付けた。
2003年（平成15年）9月、ソフィア（ブルガリア）の軍医学校で眼科手術のデモンストレーションを行い、患者数名を処置した。

## フェイコ・プレチョップ法
一般に白内障の手術では、白濁した水晶体を除去し、かわりに眼内レンズを入れるという方法を採る。白濁した水晶体の除去は難しく、従来は手術の失敗も少なくなかった。そこで、フェイコマシーンという装置を用い、中空針の先から出される超音波によって水晶体を破壊して乳化させたうえ、真空吸引する「水晶体超音波吸引手術」 (Phacoemulsification) が行われ始めた。しかし、この手術は技術的に難しかった。
1993年（平成5年）、アメリカ白内障・屈折矯正手術学会において、日本の眼科医永原國宏は、超音波破壊の前処理として、不要な水晶体をチョッパーと呼ばれる器具で砕く「フェイコチョップ法」と呼ばれる手法を発表する。これをふまえ赤星は1998年（平成10年）、先端形状が異なるチョッパーを使用して別の原理で水晶体を破壊する「プレチョップ法」（フェイコ・プレチョップ法, Phaco prechop method）を発表した。
フェイコ・プレチョップ法は、プレチョッパーと呼ばれる特別な手術器具を用いて白濁した水晶体を小さな塊に分割した上で、超音波によりそれぞれを破壊するという方法である（なお、永原、赤星以外からも、数種類の形状のチョッパーが提案されている）。
フェイコ・プレチョップ法では、水晶体の破砕・除去を速やかに行うことができ、眼球切開の規模も1.8ミリメートルまで縮小される上、副作用としてしばしば発生していた乱視などもほとんど発生しなくなるというメリットがある。さらに折り畳みが可能で狭い切開から挿入できるレンズが開発されたこともこの手術を可能にした。このため手術時間を数分にまで短縮でき、患者の負担も大幅に軽減された。医師の立場からしても、手術時間が短いため、年間数千件もの手術をすることが可能となった。もともとは白内障治療初心者のために考案された方法であったが、決して容易な治療などではなく、治療初心者の医師には困難な治療でもあり、赤星は器具の特許を取らず、世界中の眼科医に直接の指導を続ける傍ら、後輩の育成に尽力している。

## 文献
- 赤星隆幸「Phaco Prechop 新しい核分割手技による一手法手術の再評価」、『あたらしい眼科』Vol.16, No.9, 1999年
- 赤星隆幸、三井記念病院眼科部（編）『こんな眼にあったら』人間と歴史社、2005年12月（新装版）、ISBN 4890071598